# تيدي أوكونور
تيدي أوكونور (بالإنجليزية: Teddy O'Connor)‏ هو لاعب قذف أيرلندي، ولد في 1946 في راثنور ‏ في جمهورية أيرلندا.